# Milionia xanthica
Milionia xanthica là một loài bướm đêm trong họ Geometridae.